# Sivapardus
Sivapardus es un género de felino extinto y poco conocido al que se le ha asignado una sola especie, Sivapardus punjabiensis. Fue descrito en 1969 por el paleontólogo Abu Bakr basándose en una mandíbula parcial del Alto Siwaliks en Pakistán; Se estima que la localidad en la que se encontró es del Plioceno tardío al Pleistoceno temprano. S. punjabiensis era un felino grande con un hocico corto y ancho que pudo haber vivido en pastizales abiertos.

## Historia y denominación
El espécimen tipo y único, UZ No. 67/22 (parte de la Colección de Fósiles del Departamento de Zoología de la Universidad de Punjab), fue recolectado en 1967 en la localidad de Sar Dhok en las colinas de Pabbi al oeste de Kharain, Gujrat, en el oeste de Pakistán. Fue descrito y asignado por Abu Bakr al nuevo género y especie Sivapardus punjabiensis en 1969. No se proporcionó ninguna etimología para ninguno de los nombres.

## Descripción
El espécimen tipo es una rama mandibular derecha con varios dientes: el cuarto premolar y el primer molar están dañados pero presentes, pero solo quedan las raíces del tercer premolar y el canino, y el tercer incisivo está representado solo por su alvéolo. El tercer incisivo estaba situado un poco delante del canino, que a su vez parece haber sido relativamente muy grande. El diastema detrás del canino era corto. La forma del tercer premolar, basada en las raíces, es típica de los gatos.
El cuarto premolar, aunque dañado, se parece a la mayoría de los felinos porque tiene tres cúspides seguidas; la cúspide principal probablemente era ligeramente más alta que el paracónido del molar (similar a Panthera, no conservado en Sivapanthera), y un cíngulo posterior prominente (un estante en la base del diente) se encuentra detrás de la cúspide posterior (trasera) (también similar tanto a Panthera como a Sivapanthera); Hay indicios de una estructura similar a un cíngulo a la izquierda y a la derecha de la cúspide anterior (frontal), pero Bakr descartó que tuviera algún valor taxonómico debido a su pequeño tamaño. El primer molar también conservó suficiente estructura para su descripción: en relación con los premolares, el extremo anterior está inclinado hacia el interior (como Panthera y a diferencia de Acinonyx ); el protocónido era más largo y una cúspide más alto que el paracónido, con un valle profundo entre las dos cúspides; sólo hay un leve indicio de un talónido y ningún metacónido. El molar en general es más largo que el cuarto premolar, similar a Sivapanthera y a diferencia de Panthera.
Bakr describió la especie como similar a Sivapanthera en proporciones generales, siendo la principal diferencia la fosa maseterina (la depresión donde el músculo masetero se une a la mandíbula), que en los especímenes de Sivapanthera se extendía al menos hasta el extremo posterior del primer molar, pero en Sivapardus punjabiensis terminaba abruptamente mucho antes del primer molar, y el final de la fosa estaba bien definido y era profundo; esta característica también lo diferencia de Panthera y Acinonyx . La forma distintiva de la fosa maseterina se proporcionó como característica diagnóstica del género y la especie.
Basado en UZ No. 67/22, Bakr describió a Sivapardus punjabiensis como un gato con un hocico corto y ancho similar al del guepardo Sivapanthera, de mayor tamaño que un leopardo pero más pequeño que un león.

## Paleoecología
Se estima que la localidad de Sar-Dhok es del Plioceno tardío al Pleistoceno temprano tardío, y puede haber sido un hábitat similar a una sabana, una pradera abierta en un clima semiárido, con un crecimiento más denso a lo largo de las orillas de los ríos. Otra fauna conocida de las tres localidades de Pabbi Hills (Sar-Dhok, Panjan Sher Shahana y Kurla Sharif) es principalmente herbívoros e incluye proboscidios como Elephas hysudricus, Elephas planifrons y varias especies de Stegodon ; los bóvidos Boselaphus namadicus, Proamphibos kashmiricus, Hemibos triquetricornis, Bos acutifrons, Bubalus palaeindicus, Bubalus platyceros, Kobus porrecticornis, Sivacobus patulicornis, Antilope sp., Sivatragus bohlini, Damalops y un caprino indeterminado; los cérvidos Metacervocerus punjabiensis y Rucervus; la jirafa Sivatherium giganteum; el hipopótamo Hexaprotodon sivalensis; rinocerótidos, incluidos Rhinoceros sivalensis, Rhinoceros sondaicus; y el équido Equus sivalensis.